# Pyrgulopsis simplex
The fossil springsnail, Scientific name Pyrgulopsis simplex, là một loài ốc nước ngọt cỡ nhỏ, động vật thân mềm chân bụng sống trong môi trường nước ngọt trong họ Hydrobiidae. Đây là loài đặc hữu của Hoa Kỳ.